# Orthaltica purba
Orthaltica purba es una especie de insecto coleóptero de la familia Chrysomelidae. Fue descrita científicamente en 1985 por Basu & Sengupta.